# Borgia (televisieserie)
Borgia is een Frans-Duits-Tsjechisch-Italiaans historische serie geschreven door Tom Fontana. De serie vertelt het verhaal van de familie Borgia die tussen 1492 en 1502 de Kerkelijke Staat in hun macht hebben. De serie liep van 2011 tot 2014 op de Italiaanse zender Sky.

## Personages en rollen
- John Doman als kardinaal Rodrigo Bogia/paus Alexander VI
- Mark Ryder als kardinaal Cesare Borgia
- Stanley Weber als Juan Borgia / Francesco Borgia
- Isolda Dychauk als Lucrezia Borgia
- Marta Gastini als Giulia Farnese
- Diarmuid Noyes als kardinaal Alessandro Farnese
- Art Malik als Francesc Gacet, secretaris van Rodrigo Borgia
- Dejan Čukić als kardinaal Giuliano della Rovere
- Assumpta Serna als Vannozza Cattanei
- Christian McKay als kardinaal Ascanio Sforza
- Scott Winters als kardinaal Raffaele Riario-Sansoni

## Afleveringen

### Seizoen 1 - Borgia: Faith and Fear (2011)
(maart, 1492 – juni, 1493)
| No. in serie | No. in seizoen | Titel                     | Geregisseerd door   | Geschreven door                                                         | Verschijningsdatum | Verschijningsdatum | Verschijningsdatum | Verschijningsdatum | Verschijningsdatum |
| No. in serie | No. in seizoen | Titel                     | Geregisseerd door   | Geschreven door                                                         | Italië (Sky)       | Frankrijk (Canal+) | Oostenrijk (ORF 2) | Duitsland (ZDF)    | België (La Deux)   |
| ------------ | -------------- | ------------------------- | ------------------- | ----------------------------------------------------------------------- | ------------------ | ------------------ | ------------------ | ------------------ | ------------------ |
| 1            | 1              | 1492                      | Oliver Hirschbiegel | Tom Fontana                                                             | 10 juli 2011       | 10 oktober 2011    | 13 oktober 2011    | 17 oktober 2011    | 6 mei 2014         |
| 2            | 2              | Ondata di calore          | Oliver Hirschbiegel | Geschreven door: Tom Fontana Script: Kyle Bradstreet & Brant Englestein | 10 juli 2011       | 10 oktober 2011    | 13 oktober 2011    | 17 oktober 2011    | 6 mei 2014         |
| 3            | 3              | A Sacred Vow              | Oliver Hirschbiegel | Geschreven door: Tom Fontana Script: Frank Pugliese & Brant Englestein  | 9 september 2011   | 17 oktober 2011    | 14 oktober 2011    | 19 oktober 2011    | 13 mei 2014        |
| 4            | 4              | Wisdom of the Holy Spirit | Oliver Hirschbiegel | Geschreven door: Tom Fontana Script: Brant Englestein & Frank Pugliese  | 9 september 2011   | 17 oktober 2011    | 14 oktober 2011    | 19 oktober 2011    | 13 mei 2014        |
| 5            | 5              | The Bonds of Matrimony    | Dearbhla Walsh      | Geschreven door: Tom Fontana Script: Gina Gionfriddo                    | 16 september 2011  | 24 oktober 2011    | 19 oktober 2011    | 20 oktober 2011    | 20 mei 2014        |
| 6            | 6              | Legitimacy                | Dearbhla Walsh      | Geschreven door: Tom Fontana Script: Bradford Winters                   | 16 september 2011  | 24 oktober 2011    | 19 oktober 2011    | 20 oktober 2011    | 20 mei 2014        |
| 7            | 7              | Maneuvers                 | Metin Hüseyin       | Story by: Tom Fontana Script: Andrea Ciannavei                          | 23 september 2011  | 31 oktober 2011    | 21 oktober 2011    | 24 oktober 2011    | 27 mei 2014        |
| 8            | 8              | Prelude to an Apocalypse  | Metin Hüseyin       | Geschreven door: Tom Fontana Script: Thomas Kelly                       | 23 september 2011  | 31 oktober 2011    | 21 oktober 2011    | 24 oktober 2011    | 27 mei 2014        |
| 9            | 9              | The Invasion of Rome      | Christoph Schrewe   | Geschreven door: Tom Fontana Script: Sean Whitesell                     | 30 september 2011  | 7 november 2011    | 24 oktober 2011    | 26 oktober 2011    | 3 juni 2014        |
| 10           | 10             | Miracles                  | Christoph Schrewe   | Geschreven door: Tom Fontana Script: James Yoshimura                    | 30 september 2011  | 7 november 2011    | 24 oktober 2011    | 26 oktober 2011    | 3 juni 2014        |
| 11           | 11             | God's Monster             | Metin Hüseyin       | Story by: Tom Fontana Teleplay by: Kevin Deiboldt                       | 7 oktober 2011     | 14 november 2011   | 25 oktober 2011    | 27 oktober 2011    | 10 juni 2014       |
| 12           | 12             | The Serpent Rises         | Metin Hüseyin       | Tom Fontana                                                             | 7 oktober 2011     | 14 november 2011   | 25 oktober 2011    | 27 oktober 2011    | 10 juni 2014       |

### Seizoen 2 - Borgia: Rules of Love, Rules of War (2013)
(februari, 1494 – september, 1494)
| No. in serie | No. in seizoen | Titel                     | Geregisseerd door | Geschreven door                                       | Verschijningsdatum | Verschijningsdatum | Verschijningsdatum | Verschijningsdatum | Verschijningsdatum |
| No. in serie | No. in seizoen | Titel                     | Geregisseerd door | Geschreven door                                       | Italië (Sky)       | Frankrijk (Canal+) | Oostenrijk (ORF 2) | Duitsland (ZDF)    | België (La Deux)   |
| ------------ | -------------- | ------------------------- | ----------------- | ----------------------------------------------------- | ------------------ | ------------------ | ------------------ | ------------------ | ------------------ |
| 13           | 1              | The Time of Sweet Desires | Dearbhla Walsh    | Tom Fontana                                           | 13 september 2013  | 18 maart 2013      | 25 september 2013  | 30 september 2013  | ...                |
| 14           | 2              | Ash Wednesday             | Dearbhla Walsh    | Geschreven door: Tom Fontana Script: Brant Englestein | 13 september 2013  | 18 maart 2013      | 25 september 2013  | 30 september 2013  | ...                |
| 15           | 3              | Palm Sunday               | Christoph Schrewe | Geschreven door: Tom Fontana Script: Bradford Winters | 20 september 2013  | 25 maart 2013      | 27 september 2013  | 1 oktober 2013     | ...                |
| 16           | 4              | Pax Vobiscum              | Christoph Schrewe | Geschreven door: Tom Fontana Script: Andrea Ciannavei | 20 september 2013  | 25 maart 2013      | 27 september 2013  | 1 oktober 2013     | ...                |
| 17           | 5              | Ascension                 | Metin Hüseyin     | Geschreven door: Tom Fontana Script: Sean Whitesell   | 27 september 2013  | 1 april 2013       | 1 oktober 2013     | 3 oktober 2013     | ...                |
| 18           | 6              | Pentecost                 | Metin Hüseyin     | Geschreven door: Tom Fontana Script: Larry J. Cohen   | 27 september 2013  | 1 april 2013       | 1 oktober 2013     | 3 oktober 2013     | ...                |
| 19           | 7              | The Blessed Trinity       | Thomas Vincent    | Geschreven door: Tom Fontana Script: Brant Englestein | 4 oktober 2013     | 8 april 2013       | 2 oktober 2013     | 7 oktober 2013     | ...                |
| 20           | 8              | A Morality Play           | Thomas Vincent    | Geschreven door: Tom Fontana Script: Chris Albers     | 4 oktober 2013     | 8 april 2013       | 2 oktober 2013     | 7 oktober 2013     | ...                |
| 21           | 9              | Transfiguration           | Metin Hüseyin     | Geschreven door: Tom Fontana Script: Susanna Styron   | 11 oktober 2013    | 15 april 2013      | 3 oktober 2013     | 9 oktober 2013     | ...                |
| 22           | 10             | The Assumption            | Metin Hüseyin     | Geschreven door: Tom Fontana Script: Frank Pugliese   | 11 oktober 2013    | 15 april 2013      | 3 oktober 2013     | 9 oktober 2013     | ...                |
| 23           | 11             | The Seven Sorrows         | Christoph Schrewe | Geschreven door: Tom Fontana Script: Audrey Fouché    | 18 oktober 2013    | 22 april 2013      | 7 oktober 2013     | 13 oktober 2013    | ...                |
| 24           | 12             | Who Is Like God?          | Christoph Schrewe | Script: Tom Fontana                                   | 18 oktober 2013    | 22 april 2013      | 7 oktober 2013     | 13 oktober 2013    | ...                |

### Seizoen 3 - Borgia: Triumph and Oblivion (2014)
(1495 – 1507)
| No. in serie | No. in seizoen | Titel        | Geregisseerd door      | Geschreven door                                           | Verschijningsdatum | Verschijningsdatum | Verschijningsdatum | Verschijningsdatum | Verschijningsdatum |
| No. in serie | No. in seizoen | Titel        | Geregisseerd door      | Geschreven door                                           | Italië (Sky)       | Frankrijk (Canal+) | Oostenrijk (ORF 2) | Duitsland (ZDF)    | België (La Deux)   |
| ------------ | -------------- | ------------ | ---------------------- | --------------------------------------------------------- | ------------------ | ------------------ | ------------------ | ------------------ | ------------------ |
| 25           | 1              | 1495         | Christoph Schrewe      | Geschreven en Script door: Tom Fontana & Brant Englestein | 3 november 2014    | 15 september 2014  | ...                | ...                | ...                |
| 26           | 2              | 1496         | Christoph Schrewe      | Geschreven door: Tom Fontana Script: Larry J. Cohen       | 3 november 2014    | 15 september 2014  | ...                | ...                | ...                |
| 27           | 3              | 1497         | Christoph Schrewe      | Geschreven door: Tom Fontana Script: Audrey Fouché        | 10 november 2014   | 22 september 2014  | ...                | ...                | ...                |
| 28           | 4              | 1498         | Metin Hüseyin          | Geschreven door: Tom Fontana Script: Andrea Ciannavei     | 10 november 2014   | 22 september 2014  | ...                | ...                | ...                |
| 29           | 5              | 1499         | Metin Hüseyin          | Geschreven door: Tom Fontana Script: Susanna Styron       | 17 november 2014   | 29 september 2014  | ...                | ...                | ...                |
| 30           | 6              | 1500         | Metin Hüseyin          | Geschreven door: Tom Fontana Script: William Bromell      | 17 november 2014   | 29 september 2014  | ...                | ...                | ...                |
| 31           | 7              | 1501         | Athina Rachel Tsangari | Geschreven door: Tom Fontana Script: Larry J. Cohen       | 24 november 2014   | 6 oktober 2014     | ...                | ...                | ...                |
| 32           | 8              | 1502         | Athina Rachel Tsangari | Geschreven door: Tom Fontana Script: Frank Pugliese       | 24 november 2014   | 6 oktober 2014     | ...                | ...                | ...                |
| 33           | 9              | 1503, Deel 1 | Metin Hüseyin          | Geschreven door: Tom Fontana Script: Chris Albers         | 1 december 2014    | 13 oktober 2014    | ...                | ...                | ...                |
| 34           | 10             | 1503, Deel 2 | Metin Hüseyin          | Geschreven door: Tom Fontana Script: Marie Roussin        | 1 december 2014    | 13 oktober 2014    | ...                | ...                | ...                |
| 35           | 11             | 1504         | Metin Hüseyin          | Geschreven door: Brant Englestein                         | 8 december 2014    | 20 oktober 2014    | ...                | ...                | ...                |
| 36           | 12             | 1505         | Christoph Schrewe      | Geschreven en Script door: Brant Englestein & Tom Fontana | 8 december 2014    | 20 oktober 2014    | ...                | ...                | ...                |
| 37           | 13             | 1506         | Christoph Schrewe      | Geschreven en Script door: Tom Fontana & Brant Englestein | 15 december 2014   | 27 oktober 2014    | ...                | ...                | ...                |
| 38           | 14             | 1507         | Christoph Schrewe      | Geschreven en script door: Tom Fontana                    | 15 december 2014   | 27 oktober 2014    | ...                | ...                | ...                |